# デイリー・ミラー
「デイリー・ミラー」（The Daily Mirror）は、イギリスの主要な日刊タブロイド紙。1990年代には一時名称を「The Mirror」としていた。2024年時点、社としては労働党を支持している。

## 略歴

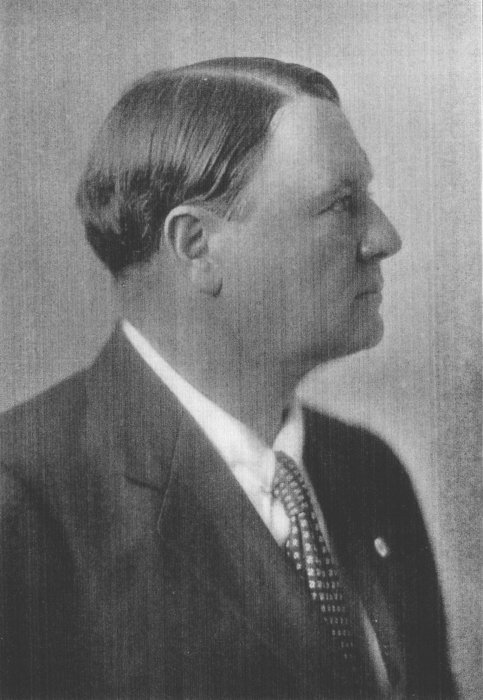
アルフレッド・ハームズワース（後のノースクリフ卿）、「デイリー・ミラー」の創設者

1903年にアルフレッド・C・W・ハームズワース（後の初代ノースクリフ子爵）によって女性のための新聞として、メアリ・ハワース（Mary Howarth）を編集長に抜擢し、編集委員もすべて女性で固め、女性による女性のための新聞という新機軸を打ち出した。しかし戦略は外れ、商業的に失敗する。ノースクリフ卿は直ちに戦略を練り直し、翌1904年1月「ジャーナリズム史上最初の日刊ビジュアル紙」と銘打ち、「デイリー・ミラー」は大胆な見出しと煽情的な話題に先端技術である写真を使ったビジュアル紙として再出発し、発行部数は徐々に増加した。第二次世界大戦時には、日本軍の攻撃によりシンガポールを失うなどのイギリス軍の大敗を理由にウィンストン・チャーチル首相を痛烈に批判し、発禁処分を受けそうになった。
ノースクリフ卿は1913年にこの新聞を弟のハロルド・ハームズワース（後の初代ロザミア子爵）へ売却した。その後いくつかのオーナーの手を経て1984年にロバート・マックスウェルによって買収され、1999年以降は Trinity Mirror が所有している。Trinity Mirror は本拠地をワン・カナダ・スクウェアというロンドン東部（カナリー・ワーフ）の高層ビルに構える。
1990年代にルパード・マードック傘下のサン紙から読者を奪うため内容が世俗的になった。このことは非難が集まる結果となり、失敗に終わった。さらに最近では題字を赤から黒に変更した（赤色はタブロイド紙の表紙によくみられる低俗で刺激的な記事の見出に使われる色のため）。 そして有名人の暴露記事より固い内容が中心となるが、必ずしも成功したとはいえない。
左派の編集方針をとっている。2003年にイラク戦争に対してイギリスで唯一異議を唱えたタブロイド紙でもある。2004年5月にイギリス軍の兵士がイラクの囚人を虐待しているとされる捏造写真を載せた事により、当時の編集長のピアーズ・モーガンが解雇された。